# Imperialisme cultural

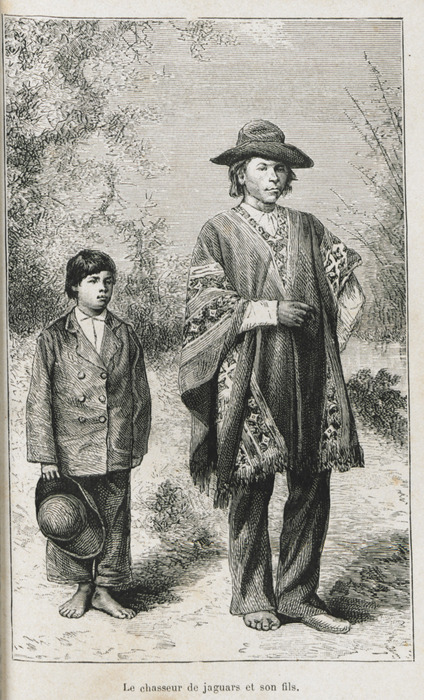
Un pare i el seu fill, nadius del Chaco Boreal, el pare segueix amb la vestimenta típica de la seva región mentre que el fill ha adoptat una vestimenta típica occidental.

L'imperialisme cultural comprèn els aspectes culturals de l'imperialisme. Amb el terme imperialisme es refereix a la creació i manteniment de relacions desiguals entre civilitzacions, afavorint una civilització més poderosa. D'aquesta manera, l'imperialisme cultural és la pràctica de promoure i imposar una cultura, generalment la d'una nació poderosa políticament, sobre una societat menys poderosa; és a dir, l'hegemonia cultural dels països industrialitzats o econòmicament influents que determinen els valors culturals generals i estandarditzen civilitzacions arreu del món. El terme s'utilitza especialment en els camps de la història, estudis culturals i teoria postcolonial. Normalment s'utilitza en sentit pejoratiu, sovint juntament amb mesures per rebutjar aquesta influència. L'imperialisme cultural pot adoptar diverses formes, com ara una actitud, una política formal o una acció militar, en la mesura que reforça l'hegemonia cultural.

## Orígens i definicions
Tot i que l'Oxford English Dictionary té una referència del 1921 a "l'imperialisme cultural dels russos", John Tomlinson, en el seu llibre sobre el tema, escriu que el terme va sorgir a la dècada de 1960 i ha estat un focus d'investigació des d'almenys els anys setanta. S'han utilitzat termes com "imperialisme mediàtic", "imperialisme estructural", "dependència i dominació cultural", "sincronització cultural", "colonialisme electrònic", "imperialisme ideològic" i "imperialisme econòmic" per descriure la mateixa noció bàsica de l'imperialisme cultural.
Diversos acadèmics donen diverses definicions del terme. El crític dels mitjans nord-americà Herbert Schiller va escriure: "El concepte de l'imperialisme cultural actual (1975) descriu millor la suma dels processos pels quals una societat és introduïda en el sistema mundial modern i com el seu estrat dominant és atret, pressionat, forçat i de vegades subornat en la configuració de les institucions socials per tal de correspondre, o fins i tot promoure, els valors i les estructures del centre dominant del sistema. Els mitjans de comunicació públics són l'exemple més important d'empreses operatives que s'utilitzen en el procés de dominació. Ells mateixos han de ser captats pel poder dominant/penetrant. Això es produeix en gran part a través de la comercialització de la radiodifusió".
Tom McPhail va definir "el colonialisme electrònic com la relació de dependència establerta per la importació de maquinari de comunicació i programari produït a l'estranger, juntament amb enginyers, tècnics i protocols d'informació relacionats, els quals estableixen de manera indirecta un conjunt de normes, valors i expectatives estrangeres que en diferents graus, poden alterar les cultures nacionals i els processos de socialització". Sui-Nam Lee va observar que "l'imperialisme de la comunicació es pot definir com el procés en què la propietat i el control sobre el maquinari i el programari dels mitjans de comunicació de masses, així com altres formes de comunicació importants en un país, estan subjectes o junts a la dominació d'un altre país amb efectes perjudicials sobre els valors, normes i cultura indígenes". Ogan va veure "l'imperialisme dels mitjans de comunicació sovint descrit com un procés pel qual els Estats Units i l'Europa occidental produeixen la majoria dels productes dels mitjans de comunicació, obtenen els primers beneficis de les vendes nacionals i després comercialitzen els productes als països del Tercer Món a uns costos considerablement inferiors als que haurien de suportar aquests per produir productes de manera autòctona".
Downing i Sreberny-Mohammadi declaren: "l'imperialisme és la conquesta i el control d'un país per un de més poderós. L'imperialisme cultural significa les dimensions del procés que van més enllà de l'explotació econòmica o la força militar. En la història del colonialisme, (és a dir, la forma d'imperialisme en què el govern de la colònia està dirigida directament pels estrangers), els sistemes educatius i de mitjans de comunicació de molts països del Tercer Món s'han establert com a rèpliques dels principis establerts a Gran Bretanya, França o Estats Units. La publicitat ha progressat encara més, igual que els estils de moda i arquitectura. Sovint, però poderosament, el missatge ha insinuat que les cultures occidentals són superiors a les cultures del Tercer Món". No cal dir que tots aquests autors coincideixen que l'imperialisme promou els interessos de certs cercles dins de les potències imperials, sovint en detriment de les societats de destinació.
La qüestió de l'imperialisme cultural va sorgir en gran part dels estudis de comunicació. No obstant això, l'imperialisme cultural s'ha utilitzat com a marc pels estudiosos per explicar fenòmens en les àrees de relacions internacionals, antropologia, educació, ciència, història, literatura i esports.

## Fonaments teòrics
Molts dels acadèmics actuals que utilitzen el terme imperialisme cultural estan ben informats gràcies a la feina de Foucault, Derrida, Said i altres teòrics postestructuralistes i postcolonialistes. Dins l'àmbit del discurs postcolonial, l'imperialisme cultural pot ser vist com el llegat cultural del colonialisme o formes d'acció social que contribueixen a la continuació de l'hegemonia occidental. Per a alguns fora de l'àmbit d'aquest discurs, el terme és criticat per ser poc clar, desenfocat i/o contradictori.

### Michel Focault
El treball del filòsof i teòric social Michel Foucault ha influenciat en gran manera l'ús del terme imperialisme cultural, particularment la seva interpretació filosòfica del poder i el seu concepte de governamentalitat.
Seguint una interpretació del poder semblant a la de Maquiavel, Foucault defineix el poder com a immaterial, com un "cert tipus de relació entre individus" que té a veure amb complexes posicions socials estratègiques relacionades amb la capacitat del subjecte de controlar el seu entorn i influir en el voltant. Segons Foucault, el poder està íntimament lligat a la seva concepció de la veritat. "Veritat", tal com la defineix, és un "sistema de procediments ordenats per a la producció, regulació, distribució, circulació i operació dels estats", cosa que té una "relació circular" amb sistemes de poder. Per tant, inherent als sistemes de poder, sempre hi ha la "veritat", que és culturalment específica, inseparable de la ideologia que sovint coincideix amb diverses formes d'hegemonia. L'imperialisme cultural pot ser un exemple d'això.
La interpretació de Foucault sobre la governança també és molt important en la construcció de teories de l'estructura de poder transnacional. En les seves conferències al Collège de France, Foucault sovint defineix la governamentalitat com l'art ampli del "governar", que va més enllà de la concepció tradicional de la governança en termes de mandats de l'Estat i en altres àmbits com el governar "una llar, ànimes, nens, una província, un convent, una ordre religiosa, una família...". Això es relaciona directament amb El Príncep de Maquiavel i les esmentades concepcions de veritat i poder de Foucault (és a dir, diverses subjectivitats es creen a través de relacions de poder que són culturalment específiques, les quals donen lloc a diverses formes de governabilitat cultural específica, com ara la governamentalitat neoliberal).

### Edward Said
Informat per les obres de Noam Chomsky, Foucault i Antonio Gramsci, Edward Said és una figura fundadora del postcolonialisme, establerta amb el llibre Orientalisme (1978), una crítica humanista a la Il·lustració, que critica el coneixement occidental de "l'Oriental", específicament les construccions angleses i franceses d'allò que és i no és "oriental". En conseqüència, aquest "coneixement" va conduir llavors a tendències culturals cap a una oposició binària de l'Orient contra l'Occident, on un concepte es defineix en oposició a l'altre concepte, i del qual sorgiran de valor desigual. A Culture and Imperialisme (en català: Cultura i Imperialisme) (1993), la seqüela de l'Orientalisme, Said proposa que, malgrat el final formal de la "era de l'imperi" després de la Segona Guerra Mundial (1939-45), l'imperialisme colonial deixà un llegat cultural als (anteriorment) pobles colonitzats, que romanen en les seves civilitzacions contemporànies; i que aquest imperialisme cultural és molt influent en els sistemes internacionals de poder.

### Gayatri Chakravorty Spivak
Una auto-denominada "marxista-feminista-deconstruccionista pràctica", Gayatri Chakravorty Spivak, ha publicat una sèrie d'obres que posen en dubte el "llegat del colonialisme", incloent una crítica de la raó postcolonial incloent: A Critique of Postcolonial Reason: Towards a History of the Vanishing (en català: Una Critica de la Raó Postcolonial: Cap a la Història del Present Desapareixent) (1999), Other Asias (en català: Altres Àsies) (2005) i Can the Subaltern Speak? (en català: Poden Parlar els Subalterns?) (1988).
A Can the Subaltern Speak?, Spivak fa una crítica de les representacions comunes a l'Oest del Sati, ja que està controlada per autors a part de participants (específicament els colonitzadors anglesos i els dirigents hindús). Per això, Spivak argumenta que el "subaltern" (postcolonialisme), en referència a les comunitats que participen en el Sati, no poden representar-se a través de la seva pròpia veu. Spivak diu que l'imperialisme cultural té el poder de desqualificar o esborrar el coneixement i la manera d'educació de determinades poblacions que tenen escassa en jerarquia social.
Al llarg de l'obra de Can the Subaltern Speak?, Spivak cita les obres de Karl Marx, Michel Foucault, Walter Benjamin, Louis Althusser, Jacques Derrida i Edward Said, entre d'altres.
A l'altra obra, A Critique of Postcolonial Reason: Towards a History of the Vanishing, Spivak argumenta que la filosofia occidental té una història no només d'exclusió del subaltern en el discurs, sinó que tampoc els permet ocupar l'espai d'assumpes totalment humans.

## Idees contemporànies i debat
L'imperialisme cultural pot referir-se tant a l'aculturació forçada d'una població subjecta, com a l'adopció voluntària d'una cultura estrangera per part d'individus que ho facin per voluntat pròpia. Com que es tracta de dos referents molt diferents, la validesa del terme s'ha posat en dubte.
La influència cultural es pot considerar com la "recepció" de la cultura com una amenaça o un enriquiment de la seva identitat cultural. Sembla, ja que, útil distingir entre l'imperialisme cultural com una actitud (activa o passiva) de superioritat, i la posició d'una cultura o grup que pretén complementar la seva pròpia producció cultural, considerada en part deficient, amb productes importats.
Els productes o serveis importats poden representar o estar associats a certs valors (com el consumisme). Segons un argument, la cultura "receptora" no percep necessàriament aquest enllaç, sinó que absorbeix passivament la cultura estrangera mitjançant l'ús dels béns i serveis estrangers. A causa de la seva naturalesa en certa manera oculta, però molt potent, aquesta idea hipotètica és descrita per alguns experts com "imperialisme banal". Per exemple, s'argumenta que mentre "les empreses nord-americanes són acusades de voler controlar el 95 per cent dels consumidors del món", "l'imperialisme cultural implica molt més que simples béns de consum; implica la difusió de principis americans com la llibertat i la democràcia", un procés que "pot semblar atractiu", però que "emmascara una veritat aterridora: moltes cultures a tot el món estan desapareixent a causa de la influència aclaparadora de les empreses i les empreses culturals d'Amèrica".
Alguns creuen que l'economia recentment globalitzada de finals del segle XX i principis del segle xxi ha facilitat aquest procés mitjançant l'ús de noves tecnologies de la informació. Aquest tipus d'imperialisme cultural es deriva del que s'anomena "poder transversal". La teoria del colonialisme electrònic estén el tema a qüestions culturals globals i l'impacte dels principals conglomerats multimèdia, que van des de Viacom, Time-Warner, Disney, News Corp fins a Google i Microsoft, centrant-se en el poder hegemònic d'aquests gegants de la comunicació principalment situats als Estats Units.

### Diversitat cultural
Una de les raons que sovint es donen per oposar-se a qualsevol forma d'imperialisme cultural, voluntària o no, és la preservació de la diversitat cultural, un objectiu vist per alguns com a preservació de la diversitat ecològica. Els defensors d'aquesta idea argumenten que aquesta diversitat és valuosa en si mateixa, per preservar el patrimoni històric i els coneixements humans, o bé instrumentalment valuosa, ja que posa a disposició més maneres de resoldre problemes i respondre a catàstrofes, naturals o no.

### Idees relacionades amb la colonització africana
De totes les àrees del món que els estudiosos han afirmat ser afectades per l'imperialisme, Àfrica és probablement la més notable. En l'expansiva "època de l'imperialisme" del segle xix, els erudits han argumentat que la colonització europea a l'Àfrica ha provocat l'eliminació de moltes cultures, visions i epistemologies diverses, especialment a través de la neocolonització de l'educació pública. Això, sens dubte, ha donat lloc a un desenvolupament desigual i a altres formes informals de control social relacionades amb la cultura i l'imperialisme. Diferents factors, segons els erudits, condueixen a l'eliminació de cultures, visions del món i epistemologies, com ara la "de-lingüítzació" (que substitueix les llengües africanes natives amb les europees), desvaloritzant ontologies que no són explícitament individualistes, i de vegades arribant a definir la cultura occidental com a ciència, fents que els enfocaments no occidentals de la ciència, les arts, la cultura indígena, etc., ni tan sols són coneixement. Un estudiós, Ali A. Abdi, afirma que l'imperialisme inherentment "implica règims extensament interactius i contextos pesats de deformació identitària, reconeixement incorrecte, pèrdua d'autoestima i dubte individual i social en autoeficàcia"(2000: 12). Per tant, tot l'imperialisme sempre seria cultural.

### Vinculació amb el neoliberalisme
El neoliberalisme és sovint criticat per sociòlegs, antropòlegs i estudiosos culturals sent culturalment imperialistes. Els crítics del neoliberalisme, de vegades, afirmen que és la nova forma predominant de l'imperialisme. Altres estudiosos, com Elizabeth Dunn i Julia Elyachar, han afirmat que el neoliberalisme requereix i crea la seva pròpia forma de governamentalitat.
En el treball de Dunn, Privatizing Poland(en català: Privatitzant Polònia), argumenta que l'expansió de la multinacional, Gerber, a Polònia en la dècada dels noranta va imposar la governamentalitat occidental, neoliberal, com també les ideologies i epistemologies sobre les persones post-soviètiques contractades. Els conflictes culturals es van produir sobretot en les polítiques individualistes inherents a la companyia, com ara la promoció de la competència entre els treballadors en lloc de la cooperació, i en la seva forta oposició al que els propietaris de les empreses reclamaven era el suborn.
En l'obra d'Elyachar, Markets of Dispossession (en català: Mercats de Despossessió), se centra en maneres en què, al Caire, les ONG juntament amb les ONGI (Organització No Gubernamental Internacional) i l'Estat van promoure la governamentalitat neoliberal a través d'esquemes de desenvolupament econòmic que es basaven en "microempresaris joves". Els microempresaris joves rebrien petits préstecs per construir els seus propis negocis, de manera similar a la manera en què les microfinances funcionen. Elyachar argumenta, no obstant això, que aquests programes no només eren un fracàs, sinó que van canviar les opinions culturals sobre el valor (personal i cultural) d'una manera que afavoria les formes de pensar i de ser occidentals.

### Vinculació amb estudis de desenvolupament
Sovint, els mètodes de promoció del desenvolupament i de la justícia social són criticats com a imperialistes, en un sentit cultural. Per exemple, Chandra Mohanty ha criticat el feminisme occidental, afirmant que ha creat una tergiversació de la "dona del tercer món" com a totalment impotent, incapaç de resistir el domini masculí. Per tant, això condueix a la narració sovint crítica de "l'home blanc" que salva la "dona morena" de "l'home moré". Altres crítiques més radicals dels estudis de desenvolupament tenen a veure amb el camp d'estudi en si. Alguns estudiosos fins i tot qüestionen les intencions dels que desenvolupen el camp d'estudi, afirmant que els esforços per "desenvolupar" el Sud Global no eren mai sobre el mateix Sud. En canvi, es diu que aquests esforços es van fer per avançar en el desenvolupament occidental i reforçar l'hegemonia occidental.

### Vinculació amb estudis sobre efectes mediàtics
El nucli de la tesi de l'imperialisme cultural s'integra amb l'enfocament tradicional de l'economia política en la recerca d'efectes mediàtics. Els crítics de l'imperialisme cultural solen afirmar que les cultures no occidentals, especialment del tercer món, abandonaran els seus valors tradicionals i perdran les seves identitats culturals quan únicament estan exposades als mitjans de comunicació occidentals. No obstant això, Michael B. Salwen, en el seu llibre Critical Studies in Mass Communication (en català: Estudis Crítics en Comunicació de Masses) (1991), afirma que la consideració creuada i la integració de conclusions empíriques sobre influències imperialistes culturals són molt crítiques pel que fa a la comprensió dels mitjans de comunicació en l'àmbit internacional. Reconeix els dos contextos contradictoris sobre els impactes imperialistes culturals. El primer context és que l'imperialisme cultural imposa interrupcions sociopolítiques a les nacions en desenvolupament. Els mitjans de comunicació occidentals poden distorsionar imatges de cultures estrangeres i provocar conflictes personals i socials a les nacions en desenvolupament en alguns casos. Un altre context és que els pobles de les nacions en desenvolupament es resisteixen als mitjans de comunicació estrangers i preserven les seves actituds culturals. Tot i que admet que es poden adoptar manifestacions externes de la cultura occidental, els valors i els comportaments fonamentals, però, romanen quiets. A més, podrien produir-se efectes positius quan les cultures dominades per homes adopten "l'alliberament" de les dones exposades als mitjans occidentals i estimula un ampli intercanvi d'intercanvi cultural.

### Crítiques de la "teoria de l'imperialisme cultural"
Els crítics dels erudits que parlen de l'imperialisme cultural tenen una sèrie de crítiques. L'imperialisme cultural és un terme que només s'utilitza en discussions on el relativisme cultural i el constructivisme són generalment considerats com a veritables (no es pot criticar la promoció dels valors occidentals si es creu que aquests valors són absolutament correctes. De la mateixa manera, no es pot argumentar que l'epistemologia occidental es promou injustament en societats no occidentals si es creu que aquestes epistemologies són absolutament correctes). Per tant, els que no estiguin d'acord amb el relativisme cultural i / o el constructivisme poden criticar l'ocupació del terme, l'imperialisme cultural en aquests conceptes.
John Tomlinson ofereix una crítica de la teoria de l'imperialisme cultural i revela problemes importants en la forma en què es formula la idea de l'imperialisme cultural, en oposició a la econòmica o la política. En el seu llibre Cultural Imperialism: A Critical Introduction (en català: Imperialisme Cultural: una Introducció Crítica), aprofundeix en la teoria tan debatuda de "l'imperialisme mediàtic". Resumint la investigació sobre la recepció dels programes de televisió nord-americans del Tercer Món, desafia l'argument de l'imperialisme cultural, donant a conèixer els seus dubtes sobre el grau en què els Estats Units en països en vies realment transmeten els valors dels EUA i milloren els beneficis de les empreses nord-americanes. Tomlinson suggereix que l'imperialisme cultural està creixent en alguns aspectes, però la transformació local i les interpretacions dels productes multimèdia importats proposen que la diversificació cultural no acaba en la societat global. Explica que un dels errors conceptuals fonamentals de l'imperialisme cultural és donar per suposat que la distribució de béns culturals es pot considerar com a domini cultural. Així, ja que, el seu argument criticant el concepte que la americanització es produeix a través del desbordament global de productes televisius nord-americans. Assenyala una infinitat d'exemples de xarxes de televisió que han aconseguit dominar els seus mercats nacionals i que els programes nacionals generalment superen les qualificacions. També dubta del concepte en el qual els agents culturals són receptors passius d'informació. Afirma que el moviment entre àrees culturals/geogràfiques implica sempre la traducció, mutació, adaptació i creació d'hibridesa.
Altres crítiques importants són que el terme no es defineix bé i fa servir altres termes que no estan ben definits i, per tant, manca de poder explicatiu, que l'imperialisme cultural és difícil de mesurar i que la teoria d'un llegat del colonialisme no sempre és veritable.

### Rothkopf tractant el domini cultural
David Rothkopf, director gerent de Kissinger Associates i professor adjunt d'assumptes internacionals a la Universitat de Colúmbia (que també va exercir com a alt funcionari del Departament de Comerç dels Estats Units a l'administració Clinton), va escriure sobre l'imperialisme cultural en el seu títol provocatiu In Praise of Cultural Imperialism? (en català: En lloança de l'imperialisme cultural?) a l'edició de l'estiu de 1997 de la revista Foreign Policy. Rothkopf diu que els Estats Units haurien d'abastar l'imperialisme cultural com el seu propi interès. Però la seva definició d'imperialisme cultural fa èmfasi en difondre els valors de tolerància i obertura al canvi cultural per evitar la guerra i el conflicte entre cultures, a més d'ampliar els estàndards jurídics i tecnològics acceptats per oferir als comerciants lliures la seguretat necessària per fer negocis amb més països. La definició de Rothkopf consisteix gairebé exclusivament en permetre als individus d'altres nacions acceptar o rebutjar influències culturals estrangeres. També esmenta, però només de pas, l'ús de la llengua anglesa i el consum de notícies i de música popular i de cinema com a domini cultural el qual. A més, Rothkopf assenyala que la globalització i l'Internet estan accelerant el procés d'influència cultural.
Els organitzadors de la societat, tals com polítics, teòlegs, acadèmics i famílies, fan servir la cultura, de vegades, per imposar i assegurar l'ordre, els principis dels quals canvien amb el temps segons dicta la necessitat. Només cal mirar els genocidis del segle xx. En cadascun d'ells, els líders van utilitzar la cultura com a front polític per alimentar les passions dels seus exèrcits i altres servents i per justificar les seves accions entre la seva gent.
Rothkopf cita llavors el genocidi i les massacres a Armènia, Rússia, l'Holocaust, Cambodja, Bòsnia i Hercegovina, Ruanda i Timor Oriental com a exemples de cultura (en alguns casos expressada en la ideologia de la "cultura política" o religió) els quals se'n abusa per justificar la violència. També reconeix que l'imperialisme cultural en el passat ha estat culpable d'eliminar forçosament les cultures d'indígenes a les Amèriques i a Àfrica, o mitjançant l'ús de la Inquisició "i durant l'expansió de pràcticament tots els imperis". Segons Rothkopf, tractar la influència cultural en qualsevol nació és promoure la tolerància i permetre, o fins i tot promoure, les diversitats culturals compatibles amb la tolerància i eliminar les diferències culturals que provoquen conflictes violents:
Les societats multiculturals d'èxit, siguin nacions, federacions o altres conglomeracions d'estats estretament interrelacionats, discerniran aquells aspectes de la cultura que no amenacen la unió, l'estabilitat o la prosperitat (com menjar, vacances, rituals i música) i permetre'ls florir. Però contraresten o erradiquen els elements de la cultura més subversius (aspectes exclusius de la religió, la llengua i les creences polítiques / ideològiques). La història mostra que la connexió entre buits culturals i el fet de ser la llar de diversos pobles requereix certes estructures socials, lleis i institucions que transcendeixen la cultura. A més, la història d'uns quants experiments en curs sobre multiculturalitat, com a la Unió Europea, l'Índia, el Sud-àfrica, el Canadà i els Estats Units, suggereixen que existeixen models integradors pràctics, si més no perfeccionats. Cadascun d'ells es basa en la idea que la tolerància és crucial per al benestar social i que cadascun d'ells s'ha vist amenaçat tant per la intolerància com per l'accent en les distincions culturals. Els bons públics majors garanteixen l'eliminació de les característiques culturals que promouen el conflicte o impedeixen l'harmonia, fins i tot quan se celebren i es conserven distincions culturals menys divisòries i observades personalment.
El domini cultural també es pot veure als anys trenta d'Austràlia, on la Política d'Assimilació dels Aborígens va actuar com un intent de destruir el poble natiu australià. Els colons britànics van intentar alterar biològicament el color de la pell dels autòctons australians a través de la criança mixta amb persones blanques. La política també va fer intents de conformar amb força els aborígens a idees occidentals de vestir i educar.

## A la història
Tot i que el terme va ser popularitzat en la dècada de 1960, i va ser utilitzat pels seus defensors originals per referir-se a les hegemònies culturals en un món postcolonial, l'imperialisme cultural també s'utilitza per referir-se a temps anteriors.

### Antiga Grècia
Els Grecs Antics són coneguts per difondre la seva cultura al voltant del Mediterrani i del Pròxim Orient a través del comerç i la conquesta. Durant l'Època Arcaica, els florents estats de les ciutats gregues van establir assentaments i colònies a través del mar Mediterrani, especialment a Sicília i al sud d'Itàlia, que van influir en els pobles etruscs i romans de la regió. A finals del segle IV aC, Alexandre el Gran va conquistar els territoris perses i indis fins a la vall del riu Indus i el Panjab, i va estendre la religió pagana grega, l'art i la ciència. Això va donar lloc a l'augment de regnes i ciutats hel·lenístiques a través d'Egipte, el Pròxim Orient, Àsia central i el nord-oest de l'Índia, on la cultura grega es va fusionar amb les cultures dels pobles indígenes. La influència grega prevalgué encara més a la ciència i la literatura, on estudiosos musulmans medievals a l'Orient Mitjà van estudiar els escrits d'Aristòtil per a l'aprenentatge científic.

### Antiga Roma
L'Imperi Romà va ser també un antic exemple d'imperialisme cultural.
La Roma Antiga, en la seva conquesta d'Itàlia, va integrar a la població d'Etruria substituint la llengua etrusca pel llatí, cosa que va provocar la desaparició d'aquesta llengua i de molts aspectes de la civilització etrusca.
La romanització cultural es va imposar a moltes parts de l'Imperi de Roma on "moltes regions rebien la cultura romana involuntàriament, com a forma d'imperialisme cultural". Per exemple, quan Grècia va ser conquistada pels exèrcits romans, Roma es va proposar modificar la cultura de Grècia, per ajustar-se als ideals romans. Per exemple, l'hàbit grec de despullar-se en públic per fer exercici, va ser vist amb recel pels escriptors romans, que consideraven la pràctica com a causa de l'efeminament i l'esclavatge dels grecs. L'exemple romà ha estat lligat a exemples moderns d'imperialisme europeu en països africans, vinculant els dos casos amb les discussions de Slavoj Zizek sobre "significants buits".
La Pax Romana estava assegurada a l'imperi, en part, per "l'aculturació forçada de les poblacions culturalment diverses que Roma havia conquistat".

### Imperi Britànic
L'expansió britànica mundial dels segles XVIII i XIX va ser un fenomen econòmic i polític. Tanmateix, "hi va haver també una forta dimensió social i cultural, que Rudyard Kipling va denominar la càrrega de l'home blanc". "Una de les maneres en què es va dur a terme fou el proselitisme religiós, entre d'altres, en la qual la London Missionary Society, era "un agent de l'imperialisme cultural britànic". Una altra manera era la imposició de material educatiu a les colònies per a un "currículum imperial". Morag Bell escriu: "la promoció de l'imperi a través de llibres, materials il·lustratius i programes educatius era generalitzada, formant part d'una política educativa orientada a l'imperialisme cultural". Això també era cert pel que fa a la ciència i la tecnologia a l'imperi. Douglas M. Peers i Nandini Gooptu assenyalen que "la majoria dels estudiosos de la ciència colonial a l'Índia prefereixen posar èmfasi en les maneres en què la ciència i la tecnologia funcionen al servei del colonialisme, com a "eina de l'imperi" en el sentit pràctic. En altres paraules, la ciència es va desenvolupar a l'Índia de manera que reflecteix les prioritats colonials, que tendeixen a beneficiar als europeus a costa dels indis, mentre es mantenen dependents i sotmesos a les autoritats científiques de la metròpoli colonial".
L'anàlisi de l'imperialisme cultural duta a terme per Edward Said va sorgir principalment d'un estudi de l'Imperi Britànic. Segons Danilo Raponi, l'imperialisme cultural dels britànics al segle xix que només va afectar l'Imperi britànic, sinó que va tenir un efecte molt més ampli. Escriu: "parafrasejant a Said, veig l'imperialisme cultural com una complexa hegemonia cultural d'un país, la Gran Bretanya, que al segle xix no tenia rivals en quant a la seva capacitat per projectar el seu poder a tot el món i influir en la cultura, els assumptes polítics i comercials de la majoria de països. És l'hegemonia cultural d'un país el poder del qual consisteix en exportar les idees i conceptes més fonamentals sobre la base de la seva comprensió de la civilització, la qual pràcticament no se'n coneixen els límits". En aquest cas, per exemple, Raponi inclou Itàlia.

### Altres exemples d'abans de la Segona Guerra Mundial
La revista New Cambridge Modern History escriu sobre l'imperialisme cultural de la França napoleònica. Napoleó va utilitzar l'Institut de França "com a instrument per transmetre l'universalisme a l'imperialisme cultural". Els membres de l'Institut (que van incloure a Napoleó) van descendir a Egipte el 1798. "A l'arribar es van organitzar a l'Institut del Caire. La pedra de Rosetta és el seu descobriment més famós. La ciència de l'egiptologia és el seu llegat".
Després de la Primera Guerra Mundial, els alemanys estaven preocupats per la magnitud de la influència francesa a la regió annexa de Renània, amb l'ocupació francesa de la vall del Ruhr el 1923. Un ús primerenc del terme va aparèixer en un assaig de Paul Ruhlmann (anomenat "Peter Hartmann" en aquesta època), titulada French Cultural Imperialism on the Rhine (en català: Imperialisme Cultural Francès al Rin).

### Colonialisme Nazi
L'imperialisme cultural també s'ha utilitzat en relació amb l'expansió de la influència alemanya sota els nazis a mitjans del segle xx. Alan Steinweis i Daniel Rogers assenyalen que fins i tot abans que els nazis arribessin al poder, "ja en la República de Weimar, especialistes acadèmics alemanys a Europa de l'Est havien contribuït a través de les seves publicacions i ensenyant a legitimar el "revanchisme" i l'imperialisme cultural territorial alemany. Aquests acadèmics van treballar principalment en les disciplines d'història, economia, geografia i literatura".
En l'àmbit musical, Michael Kater escriu que durant l'ocupació alemanya de la Segona Guerra Mundial a França, Hans Rosbaud, un director alemany basat en el règim nazi a Estrasburg, es va convertir "almenys nominalment, en un servent de l'imperialisme cultural nazi dirigit contra els francesos".
A l'Itàlia durant la guerra, els alemanys van seguir "un front cultural europeu que gravita al voltant de la cultura alemanya". El ministre de propaganda nazi, Joseph Goebbels, va crear la "Unió Europea d'Escriptors", "un dels projectes més ambiciosos de Goebbels per a l'hegemonia cultural nazi. Probablement és un mitjà per a reunir autors d'Alemanya, Itàlia i els països ocupats per planificar la vida literària de la nova Europa, la unió aviat va sorgir com a vehicle de l'imperialisme cultural alemany".
Per a altres parts d'Europa, Robert Gerwarth, escrivint sobre l'imperialisme cultural i Reinhard Heydrich, afirma que "el projecte d'alemanyització dels nazis es basava en un programa històricament sense precedents d'investigació racial, robatori, expulsió i assassinat". A més, "la plena integració del Protectorat Txec en aquest Nou Ordre va requerir la germanització completa de la vida cultural del Protectorat i l'erradicació de la cultura txeca i jueva autòctona".
Les accions de l'Alemanya nazi reflexionen sobre la noció de raça i cultura que té un paper important en l'imperialisme. La idea que hi hagi una distinció entre els alemanys i els jueus ha creat la il·lusió dels alemanys de creure que eren superiors als jueus que consideraven inferiors, la noció de nosaltres/ells i de jo/altres.

### Americanització
Els termes "McDonaldització" (en anglès: "McDonaldization") i "Coca-Colonització" (en anglès: "Cocacolonization") han estat encunyats per descriure la propagació de la influència cultural occidental.